# European Space Camp
El European Space Camp (ESC) és un campament d'estiu per a joves compresos en edats de 17–20 anys, que se centra a donar una experiència pràctica en el camp de l'enginyeria aeroespacial i vehicles de llançament. Els participants de tot Europa i el món realitzen una estada al Andøya Rocket Range durant una setmana, aprenent dels professionals convertint-se en científics de coets aficionats. En definitiva, l'objectiu del campament és llançar un coet sonda creat pels estudiants, capaç de transportar diversos sensors i aconseguint una altura de 10 000m i una velocitat de Mach 3. Els participants es divideixen en grups ordenats en relació amb els seus interessos i habilitats i treballen junts com un equip per al projecte d'una setmana finalitzant amb el llançament d'un coet d'estudiants. A través de l'experiència del European Space Camp, els joves se senten motivats a adquirir una educació relacionada amb l'enginyeria espacial o altres aspectes relacionats amb la ciència.
Les activitats del campament inclouen l'experimentació, el càlcul i l'organització del projecte. A més, es realitzen conferències en el camp de la ciència espacial. No obstant això, l'enfocament del camp és tant social com d'aprenentatge. Al campament, els participants coneixen altres 20 joves que comparteixen els seus propis interessos, provinents d'arreu del món. Per activitats, com nedar al sol de mitjanit, safari de balenes, voleibol, escalada, etc per tal d'obtenir una oportunitat inoblidable per adquirir amics i experiències internacionals.

## Organitzadors i socis

### Associació Noruega de Joves Científics (FUF) representat pel Team Space Camp
- Lukass Kellijs (Líder)
- Anna Krajewski
- Leanda Wenus
- Marcus Ringmar
- Figaro Stenlund

### National Centre of Space-Related Education (NAROM) representat per
- Arne-Hjalmar Hansen
- Hege-Merethe Strømdal
- Anita Hanssen